# 508-507-2209
508-507-2209 ist das 4. Mixtape des US-amerikanischen Rappers Joyner Lucas. Es wurde am 16. Juni 2017 veröffentlicht. Als Singles wurden I’m Sorry, Ultrasound, Just Like You und Winter Blues ausgekoppelt.

## Hintergrund
Der Name des Mixtapes ist die Telefonnummer von Joyner Lucas. Das gesamte Mixtape besteht aus 16 Songs. In einem Interview bei HotNewHipHop sprach Lucas über die Entstehung des Projekts:

“This project took two years in the making, there's a lot of records that I scrapped, start over, scrapped, start over. There's records that I've made from the very beginning two years ago that I still kept on the project now. So there's a lot of old mixed with new but it's all cohesive”

„Das Projekt hat über zwei Jahre gedauert, es wurde vieles verworfen, neu angefangen, verworfen und neu angefangen. Es gibt sogar Lieder, welche am Anfang des Projekts aufgenommen wurden und es auf die Platte geschafft haben. Es gibt also viel Altes mit Neuem gemischt, aber alles ist zusammenhängend.“

## Inhalt
In diesem Mixtape – einer Sammlung verschiedener Songs des Rappers Joyner Lucas, die lose aufeinander bezogen sind – geht es um existenzialistisch-psychische Problematik des Vortragenden. Oft ist der Anfang oder das Ende eines Songs mit einem von Lucas selbst gesprochenen Text („Voice-Mail“) versehen, in dem gesagt wird, dass er gerade nicht erreichbar sei. Oft wird auch diese Art Anrufbeantworter von einer Frauenstimme gesprochen, welche seine Freundin darstellen soll.

### Inhalt der 16 Songs (in englischer Sprache)
Ultrasound ist der erste Song des Mixtapes. Er beginnt mit der (beschriebenen) Voice-Mail und endet auch mit einer solchen. Joyner Lucas rappt hier (rhythmischer Sprechgesang) über Rap und den Status anderer Rapper. Der Titel soll bedeuten, dass er sie alle wie ein Ultraschall durchschauen könne. Er, Lucas sei es leid, dass die anderen Rapper immer nur kostenlose Features von ihm wollten. Sarkastisch meint er, dass er jetzt die „richtigen Gangster“ imitieren und deswegen Waffen sowie Drogen kaufen werde. Dies soll gegen die Mumble-Rapper gerichtet sein, die für ihn nur „fake“ (Fälschung) wären.
Über seinen neuen Erfolg im Rap spricht Lucas in Lovely. Er habe noch nie soviel über seinen Erfolg gesprochen, wie auf diesem Mixtape.
Der Song FYM wurde bereits live von Joyner Lucas aufgeführt, dabei aber mit anderem Refrain. In der Original-Version war auch kein Feature mit Mystikal enthalten.
In Keep It 100 rappt Joyner Lucas über Geld. Als Symbol gilt ihm hierfür der 100-$-Schein. Für ihn sei Geld der Ursprung des Bösen und die Welt sei auf Geld aufgebaut. Das Ziel jedes Menschen wäre nur das Geld.
Mit Winter Blues macht Lucas auf die Armut und deren mögliche Folgen aufmerksam. Er spricht über einen Mann, der alles verloren habe und jetzt auch die Armut durchstehen muss. Dieser entscheidet sich, Läden auszurauben, um an Geld zu kommen.
In der Single Just Like You macht Lucas klar, dass er nicht so wie seine „Helden“ sein möchte. Stattdessen will er seinen eigenen Weg einschlagen und besser sein. Das Lied wechselt mehrmals zwischen der Perspektive eines kleinen Jungen zu der eines kleinen Mädchens. Es macht klar, dass man nicht wie „diese Helden“ aufwachsen muss, um erfolgreich oder gut zu sein.
Der Anfang einer Beziehung hat in Just Because Platz gefunden. Aber die Stimmung sei geplatzt, man fühle nichts mehr für die andere Person und es sei alles vorhersehbar [langweilig?]. Beide würden auch mental nicht wirklich zusammengehören. In der Beziehung gäbe es auch Gewalt, die Persönlichkeit der Freundin habe sich seit Beginn der Beziehung stark verändert.
Aus der Perspektive einer Frau wird in Lullaby gerappt. Sie denkt über ihre tröstenden Versuche [?] nach und wie sich ihre Beziehungen veränderten, je älter und schlechter sie wurden. Jede Strophe erzählt von einer (anderen?) Beziehung.
In Way To Go spricht Joyner Lucas über die Leute, die ihn verlassen haben. Zur selben Zeit meint er sarkastisch, dass auch er die Einsicht hat, selbst andere enttäuscht zu haben.
Der Beziehungsstreit zwischen zwei Menschen wird in Look What You Made Me Do thematisiert.
We Gon Be Alright erzählt von zwei Liebhabern, welche trotz ihres schwierigem Beziehungsstatusses durch alle Härten gegangen sind und gehen werden.
Joyner Lucas widmete mit Forever auch einen Song seinem Sohn. Er weiß, dass sein Sohn ihn nicht verstehen werde, aber hofft trotzdem, dass sein Sohn ihm die einst von ihm, seinem Vater gewollte Abtreibung verzeihen würde.
In I Need More geht es um eine Person, welche negativ über eine andere, reiche Person spricht. Joyner will damit beschreiben, was seine Umgebung von ihm wahrscheinlich denke, da er jetzt Geld habe. Materialistischer Besitz macht besessen, noch mehr haben zu wollen.
Der Kampf zwischen einer Person und seinem Penis wird in Literally thematisiert. Sein Penis beeinflusst ihn negativ, zum Beispiel, dass er immer steif wird, sobald er eine Frau anguckt. Sein Penis übt auch selbst Kritik daran, dass mit ihm nur „gespielt“ werde und die Hoden den ganzen „Spaß“ bekommen würden. Es folgt ein Anruf seines Arztes, welcher ihm mitteilt, dass er an einer sexuell übertragbaren Krankheit leidet. Er hofft, dass er nicht seine Freundin angesteckt habe. Letztendlich kastriert er sich mithilfe eines Messers selbst. Am Ende ist eine Voice-Mail der nationalen Suizidpräventions-Hotline zu hören.
I’m Sorry wird aus zwei Perspektiven gerappt. Im ersten Teil rappt Joyner Lucas aus der Perspektive eines Suizidgefährdeten, der einen Abschiedsbrief schreibt, bevor er sich per Waffe selbst umbringt. Danach ist Joyner Lucas selbst an der Reihe. In einer wütenden Stimme rappt er über den Selbstmord seines Freundes. Er stellt sich die Frage, warum dieser das getan habe und wie es ihm jetzt „oben“ gehe.
Der letzte Song One Lonely Night fängt mit der Voice-Mail Joyners an. Es geht hier um eine Frau, die anscheinend von ihren Freunden alleingelassen wurde und jetzt deswegen ihn, Joyner Lucas, anruft.

## Produktion
Bei den Songs des Mixtape 508-507-2209 waren viele Produzenten beteiligt: „Boi-1da“ (Musiker und Produzent) als Executive Producer mit 6 Songs; weitere Produzenten waren Decap (2), Nox Beats (5), Lavell (1), The Cratez (4), Chill Shump (1), Frank Dukes (1), Dawaun Parker (2), Statik Selektah (1), Lord Quest (1), Ritter (1), Nineteen85 (1) und Lucas (1).

## Covergestaltung
Auf dem Schallplattencover ist Joyner Lucas im Halbdunkel zu erkennen, wie er mit beiden Händen seine Stirne umfasst. An beiden Unterarmen und am Hals ist Schmuck zu sehen. Darüber sind sein Name und der Titel des Mixtapes in weißer Handschrift zu lesen.

## Titelliste
| #  | Titel                    | Gastbeiträge | Produzent                           | Länge |
| -- | ------------------------ | ------------ | ----------------------------------- | ----- |
| 1  | Ultrasound               |              | Decap                               | 2:54  |
| 2  | Lovely                   |              | Nox Beatz                           | 6:19  |
| 3  | FYM                      | Mystikal     | Boi-1da                             | 4:48  |
| 4  | Keep It 100              |              | Lavell                              | 6:57  |
| 5  | Winter Blues             |              | The Cratez                          | 4:35  |
| 6  | Just Like You            |              | Boi-1da, Dawaun Parker              | 4:16  |
| 7  | Just Because             |              | Chill Shump, Nox Beatz              | 6:00  |
| 8  | Lullaby                  |              | Boi-1da, Frank Dukes, Dawaun Parker | 4:31  |
| 9  | Way To Go                | Snoh Aalegra | Statik Selektah, Nox Beatz          | 5:42  |
| 10 | Look What You Made Me Do | Stefflon Don | Lord Quest                          | 4:13  |
| 11 | We Gon Be Alright        |              | The Cratez                          | 4:24  |
| 12 | Forever                  |              | Boi-1da, Ritter, Lucas              | 5:43  |
| 13 | I Need More              |              | Boi-1da, Nineteen85                 | 4:52  |
| 14 | Literally                |              | Boi-1da, Nox Beatz, The Cratez      | 5:34  |
| 15 | I’m Sorry                |              | The Cratez                          | 5:49  |
| 16 | One Lonely Night         |              | Decap, Nox Beatz                    | 6:15  |

## Rezeption
Das Magazin DJBooth bezeichneten es als „beeindruckend, soviel lyrische Meisterwerke in 16 Lieder zu stopfen, was zeigt, was für ein guter Erzähler er ist“. XXL behauptet, es sei „eines der besten Debuts bei einem großen Label dieses Jahr, welches auch die Messlatte hoch setzt“.

## Charts
Das Mixtape landete in der ersten Woche nach Erscheinen in den Billboard US Heatseekers Albums auf Platz 7 und konnte sich zwei Wochen in den Charts halten.